# Cyanallagma demarmelsi
Cyanallagma demarmelsi är en trollsländeart som beskrevs av Cruz 1986. Cyanallagma demarmelsi ingår i släktet Cyanallagma och familjen dammflicksländor. Inga underarter finns listade i Catalogue of Life.